# Titan II GLV
«Titan II GLV» — американская ракета-носитель, созданная на основе межконтинентальной баллистической ракеты «Титан-2» для запуска космических кораблей по программе «Джемини» (GLV — от англ. Gemini Launch Vehicle, ракета-носитель для «Джемини»). С 1964 по 1966 год вывела в космос два беспилотных и десять пилотируемых кораблей.

## Технические характеристики
«Titan II GLV» — двухступенчатая жидкостная ракета, предназначенная для пилотируемых полетов. На первой ступени имела два двигателя LR87, на второй — один двигатель LR91. Компоненты топлива для обоих типов двигателей — аэрозин и тетраоксид диазота.
Ракета проектировалась под программу «Джемини», в связи с чем имела отличия от базовой конструкции. В состав носителя была включена система диагностики, улучшена система парирования отказов. Были установлены дублирующие системы, в том числе запасная система управления полётом, что повысило надежность комплекса. Вторая ступень была доработана для размещения корабля «Джемини», а рулевые двигатели и тормозная двигательная установка сняты. Радиоуправление заменили на автономную систему, изменения коснулись также телеметрических, электрических и гидравлических систем. Контроль доработки осуществляло командование ВВС США.